# Concorso sui destini d'Italia (1796-1797)
Il concorso Quale dei governi liberi meglio convenga alla felicità d'Italia? fu un'iniziativa lanciata nel settembre 1796 dalla "Amministrazione Generale della Lombardia" (istituzione creata da Bonaparte, antesignana della Repubblica Cisalpina) con l'intento di acquisire indicazioni ed elaborati, sotto forma di saggi, che consentissero di individuare un possibile futuro assetto istituzionale dell'Italia dopo che gran parte del Nord era stato occupato dalle truppe francesi.

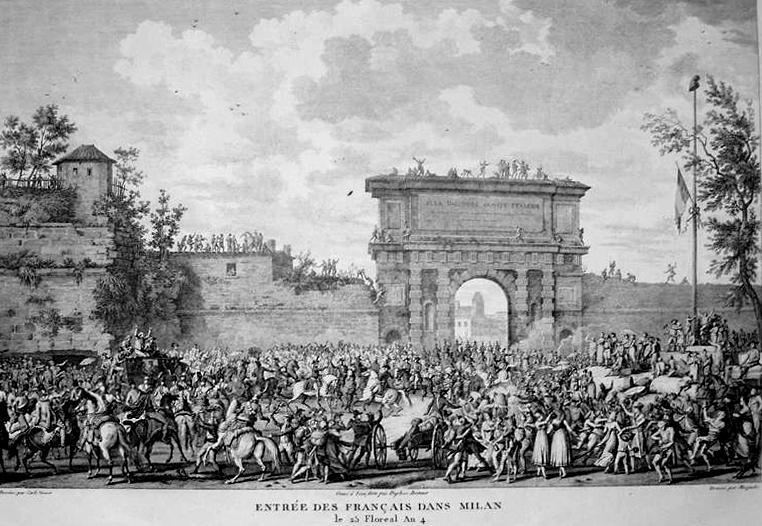
Ingresso di Bonaparte a Milano, 25 maggio 1796. Alla conquista della Lombardia seguì un periodo di governo militare, poi trasformato in civile, nel cui ambito nacque l'idea del Concorso di idee

## Origini
Nella seconda metà del 1796, dopo che la vittoriosa campagna dell'Armata d'Italia guidata dal giovane Napoleone Bonaparte aveva portato alla sconfitta del Piemonte sabaudo ed allo sgombero di gran parte del Nord Italia da parte degli Austriaci,  nei territori del corso inferiore del Po si stava progettando la Repubblica Cispadana ed anche gli stati che erano rimasti indenni dalla conquista militare,  come il ducato di Parma e le repubbliche di Genova e Venezia, subivano la netta egemonia politica e militare francese.
In tale contesto, la Lombardia era stata inizialmente sottoposta ad una "Agenzia militare" composta da personale francese e strettamente legata all'occupante, la quale emanava i suoi provvedimenti "In nome della Repubblica Francese" ed in diverse occasioni gli amministratori locali furono bruscamente ammoniti a non assumere iniziative autonome senza l'assenso francese. Nonostante queste tensioni, sin dal 19 luglio la Municipalità di Milano aveva istituito un "Comitato per lo studio di un piano di costituzione della Lombardia"; in seguito il 26 agosto 1796, la "Agenzia militare" fu sostituita da una "Amministrazione Generale della Lombardia", struttura non più soltanto militare, benché sempre sotto il controllo francese, alla cui presidenza fu chiamato Giovanni Battista Sommariva. Anche dopo tale mutamento La Municipalità di Milano operò per avviare una fase costituente, entrando in contrasto sia con il comandante francese Despinoy sia, al suo interno con Parini, contrario in quanto riteneva tali compiti estranei alle competenze di tale organismo; tuttavia il fervore di queste iniziative non portò ad alcun risultato concreto.

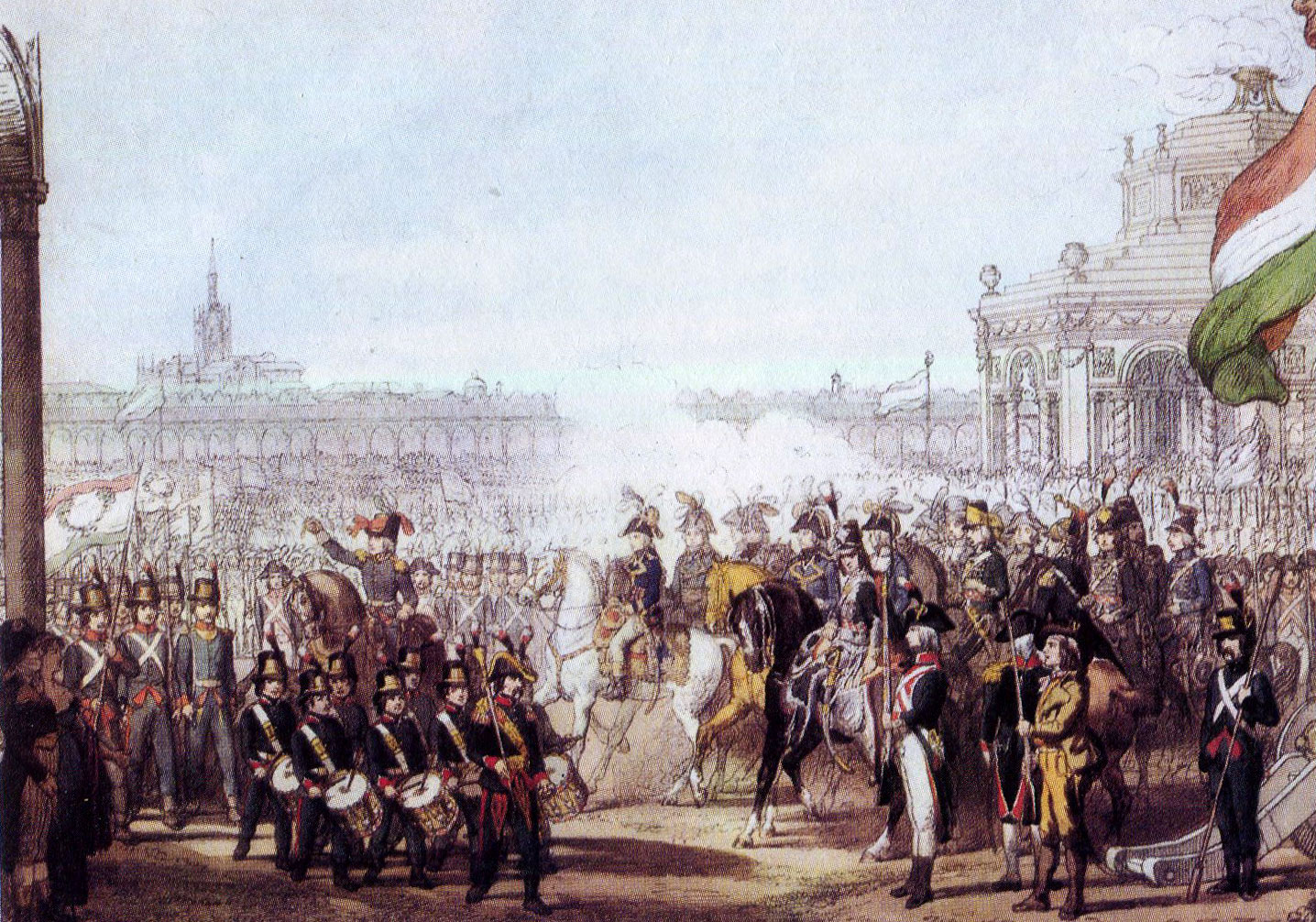
Rassegna di Bonaparte alle truppe schierate a Milano nel luglio 1797 in occasione della nascita della Repubblica Cisalpina

Tutto ciò avveniva in un contesto di diffuso attivismo, dato che la città di Milano era diventata nei mesi estivi del 1796 il principale punto di raccolta degli esuli provenienti da diverse parti d'Italia, in particolare dal sud, che costituirono una vivace comunità, nel cui ambito nacquero diversi periodici, e che, pur non avendo unità di vedute ed uniformità di proposte nel contrasto tra elementi moderati e giacobini, era caratterizzata da aspirazioni ed intenti simili e dalla diffusa speranza che le vittorie di Bonaparte, abbattendo i regimi assolutistici, avrebbero finalmente reso attuabile l'aspirazione alla unità italiana.
| autore                                                                                           | titolo                                                                                  | nº d'ordine | aspetto                  | pagine    |
| ------------------------------------------------------------------------------------------------ | --------------------------------------------------------------------------------------- | ----------- | ------------------------ | --------- |
| Testi certamente depositati                                                                      |                                                                                         |             |                          |           |
| Teodoro Accio Vercelli                                                                           | Le bien géneral est un doux rêve des âmes debonnaire                                    | 12          | manoscritto              | 33        |
| Anonimo                                                                                          | Sul governo che conviene all'Italia                                                     | sconosc.    | manoscritto              | VIII + 95 |
| anonimo                                                                                          | Riflessioni preliminari                                                                 | sconosc.    | manoscritto              | 8         |
| anonimo                                                                                          | non precisato                                                                           | 5           | manoscritto              | 2         |
| anonimo                                                                                          | senza titolo                                                                            | 30          | manoscritto              | 16        |
| anonimo                                                                                          | Concordia sonant                                                                        | 0           | manoscritto              | 2         |
| anonimo                                                                                          | Il solo governo democratico è legittimo, tutti gli altri tiranni                        | 51          | manoscritto              | 23        |
| anonimo                                                                                          | senza titolo                                                                            | 27          | manoscritto              | 12        |
| Francesco Bergancino Livorno                                                                     | In medias virtus                                                                        | 11          | manoscritto              | 10        |
| Boillet Francia                                                                                  | Titolo sconosciuto                                                                      | 48          | manoscritto              | 16        |
| Gianmaria Bosisio Como                                                                           | Risposta al quesito                                                                     | 54          | manoscritto              | 11        |
| Cittadino milanese                                                                               | senza titolo                                                                            | 8           | manoscritto              | 6         |
| Eustachio Delfini Torino/Pavia                                                                   | titolo sconosciuto                                                                      | 14          | manoscritto              | 2         |
| Giovanni Fantoni Modena                                                                          | Quid leges sine moribus vanea proficiunt                                                | sconosc.    | stampato                 | 47        |
| Giuseppe Fantuzzi Milano                                                                         | Discorso filosofico e politico                                                          | 38          | stampato                 | 122       |
| Giuseppe Faroni Cremona                                                                          | Ciascun cittadino ha diritto eguale di concorrere alla formazione della legge           | 53          | manoscritto              | 11        |
| Jean Antoine Favre Pavia                                                                         | In nova fert animos mutatos dicere formas corpora                                       | 29          | manoscritto              | 20        |
| Joseph Antoine Florens Paris                                                                     | La liberté est le premier droit des hommes                                              | 9 - 28      | manoscritto              | 42        |
| Giovanni Gioannetti Bologna                                                                      | Risposta di un patriota bolognese                                                       | sconosc.    | stampato                 | 12        |
| Melchiorre Gioia Parma                                                                           | Omnia ad unum                                                                           | 39          | manoscritto poi stampato | 271       |
| Vincenzo Lancetti Milano                                                                         | Omnia profecto liberi libentius                                                         | sconosciuto | manoscritto              | 33        |
| Giuseppe Lattanzi Roma                                                                           | Discorso storico - politico                                                             | sconosc.    | manoscritto poi stampato | 60        |
| Leonardo Cesare Loschi Piacenza                                                                  | Pezzi patriottici del cittadino L.C. Loschi                                             | sconosc.    | poi stampato             | 10        |
| J. Baptiste Maurice Paris                                                                        | Discours sur la question proposée au concurs                                            | 25          | manoscritto              | 30        |
| G. Nepomuceno Alessi Moncalvo (AT)                                                               | senza titolo                                                                            | 2           | manoscritto poi stampato | 21        |
| G.B Pacchierotti Voghera                                                                         | Multi homines misericordes vocantur, vires autem fidelis quis inveniet?                 | 10          | manoscritto              | 8         |
| Alessandro Tonso Pernigotti Tortona                                                              | Corrispondan alfin leggi e costumi                                                      | 23          | manoscritto              | 16        |
| Giovanni A. Ranza Vercelli                                                                       | Vera idea del federalismo italiano                                                      | sconosc.    | stampato                 | 16        |
| Giovanni Ristori Bologna                                                                         | Ultra citraque nequit consistur rectum                                                  | sconosc.    | manoscritto              | 36        |
| Pierre Rouiher Auvergne (Francia)                                                                | Dans un État libre les citoyens doivent avoir l'espor et le droit de dévenir magistrats | 13          | manoscritto              | 53        |
| Charles Thérémin Paris                                                                           | Facies non omnibus una nec diversa tamen qualem decet esse sororum                      | 24          | manoscritto              | 14        |
| G. Tirelli Modena                                                                                | Rara temporum felicitas                                                                 | sconoc.     | manoscritto              | 11        |
| Testi la cui presentazione è incerta                                                             |                                                                                         |             |                          |           |
| Carlo Botta Milano                                                                               | Proposizione ai Lombardi di una maniera di governo libero                               | sconoc.     | stampato                 | 381       |
| Luigi de Cambray Digny Firenze                                                                   | senza titolo                                                                            | sconosc.    | manoscritto              | 2         |
| Matteo Galdi Salerno                                                                             | Necessità di stabilire una repubblica in Italia                                         | sconosc.    | manoscritto              | 10        |
| Fonte: elaborazione da Armando Saitta, Alle origini del Risorgimento...., citato in bibliografia |                                                                                         |             |                          |           |

Fu in questo clima di speranza che nacque l'idea - secondo qualche fonte incoraggiata informalmente dallo stesso Bonaparte - che, per definire gli assetti istituzionali della futura, sperata, nazione italiana, fosse opportuno indire, sull'esempio francese, un concorso internazionale di idee; esso fu bandito dalla "Amministrazione Generale della Lombardia" il 27 settembre 1796 con un manifesto rivolto «a tutti li buoni cittadini ed amanti della libertà». 
Il bando era preceduto da un proemio nel quale si inneggiava all'antica Grecia «famosa come nazione sia guerriera che sapiente», e si dichiarava che «l'Italia non ha dato sinora segni dell'energia che doveva a cagione della tirannia e del fanatismo [mentre] primo dovere nelle attuali e fortunate circostanze è quello di aprire agli ingegni italiani una vasta e fortunata carriera [ed] indicare gli scogli in cui può inciampare chi passa dal servaggio alla libertà». 
L'iniziativa aveva un duplice obiettivo, come emerge da una risposta data dallo stesso Sommariva il 12 novembre 1796 ad una richiesta del bolognese Ferdinando Marescalchi nella quale si precisava che «le intenzioni di questa Amministrazione nel proporre tale progetto non fu quello del piacere di ottenere soltanto uno scientifico discorso, ma bensì un ragionevole piano di governo che meglio convenga alla comune nostra libertà». 

## Le risposte oggi conosciute
Il bando concedeva 2 mesi di tempo per le risposte, termine che fu poi notevolmente prorogato anche perché soltanto il 4 novembre 1796 venne istituita la Commissione incaricata di giudicare gli elaborati pervenuti,  presieduta da Antonio Crespi e composta da Francesco Alpruni, Ambrogio Birago, Giovanni Longo e Luigi Isimbardi: essa venne delegata non soltanto ad acquisire e valutare le proposte dei partecipanti al concorso, ma anche a derivarne un testo costituzionale per la Lombardia, secondo un'indicazione che sarebbe venuta da Révellière-Lépeaux, membro del Direttorio, anche se questo obiettivo fu poi travolto dagli eventi militari e diplomatici successivi e di ciò non si farà nulla.

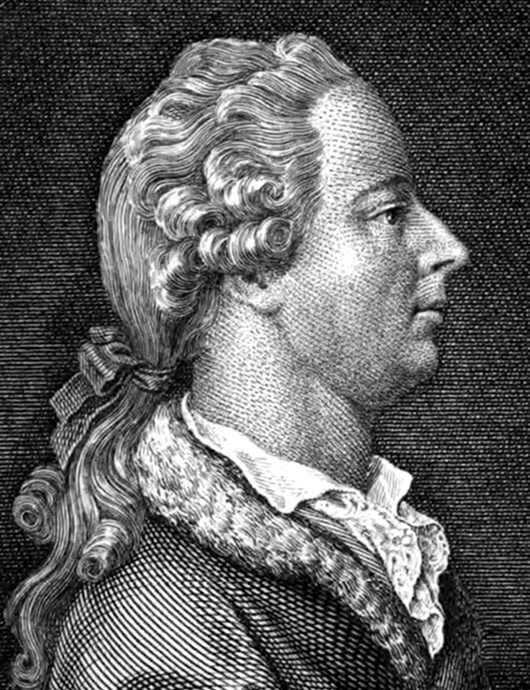
Pietro Verri, fu il Presidente della commissione giudicante del Concorso che designò all'unanimità quale vincitore il saggio scritto da Melchiorre Gioia

Le risposte pervenute furono 57, ma di esse - a causa della dispersione degli archivi - ne sono state ritrovate ad oggi soltanto 31; per alcuni altri saggi (a quel tempo definite "dissertazioni") è incerto se essi, pur avendo un argomento coerente con il tema del bando, siano stati scritti per essere presentati al concorso o per altre occasioni (v. Tabella a fianco), mentre per altri, che sono stati ritrovati in varie epoche all'interno di archivi diversi, si è certi della presentazione al concorso, ma non si conosce quale sia stato il numero d'ordine loro attribuito. 
L'iniziativa ebbe un'eco effettivamente vasta in quanto pervennero elaborati da molte regioni italiane, con una netta prevalenza della Lombardia (31), seguita dal Piemonte (7), da Napoli (3), e dal Veneto, da Roma, da Bologna, dalla Toscana e da Parma (2 ciascuna). Giunsero a Milano anche 6 risposte presentate da cittadini francesi. Il bando del concorso consentiva ai partecipanti di mantenersi anonimi in quanto, a causa delle opinioni espresse, avrebbero potuto subire conseguenze nei rispettivi Paesi, per cui di alcuni degli scritti oggi conosciuti non sono noti gli autori.
I testi giunti sino a noi presentano caratteristiche alquanto diverse: si va da saggi di pochi fogli sino a studi di decine - in qualche caso centinaia - di pagine; si tratta generalmente di manoscritti ed in pochi casi di lavori dati alle stampe. I partecipanti di cui si conosce l'identità appartennero in grande prevalenza alle professioni borghesi - molti gli avvocati - ed in misura minore erano religiosi che si distaccavano dall'opposizione prevalente nel clero alle idee rivoluzionarie. Da ciò conseguì che alcuni scritti furono redatti o titolati in latino, che era stata proclamata, assieme all'italiano ed al francese, lingua "ufficiale" del concorso. Inoltre, benché il bando del concorso fosse chiaro nell'indicare la dimensione italiana quale tema da svolgere, alcuni lavori affrontarono il tema di un assetto istituzionale della sola Lombardia.

## La proposta vincitrice
I tempi di conclusione del concorso si dilatarono oltre il previsto a causa di varie difficoltà, tanto che solo il 9 gennaio 1797 si tenne, a Palazzo Marino la prima riunione della Commissione giudicante; le cose però non si sbloccarono anche perché fu necessario modificare la composizione della commissione stessa, sino a che l'11 febbraio la "Società di Pubblica Istruzione" di Milano formalizzò un sollecito. A quel punto si decise di delegare il giudizio proprio a quella Società, la quale incaricò, dopo qualche contrasto interno, il proprio Comitato di Scienze Sociali e fu così che l'economista Pietro Verri, che di quel Comitato era il Presidente, diventò anche il dirigente della Commissione esaminatrice, realizzando così una delle sue ultime attività prima della morte.
Passarono ancora 4 mesi, sinché il 26 giugno 1797 la Commissione deliberò all'unanimità di assegnare il premio, che consisteva in 200 zecchini, al saggio nº 39, titolato "Omnia ad unum", inviato da Melchiorre Gioia; ma in quel momento il vincitore non poté riscuoterlo in quanto era detenuto nelle prigioni del Duca di Parma, formalmente con l'accusa di aver celebrato a fine di lucro, essendo lui in quegli anni un sacerdote, più di una messa al giorno, ma in realtà a causa delle sue idee vicine al giacobinismo e per aver cospirato al fine di unire Parma e Piacenza alla Lombardia.

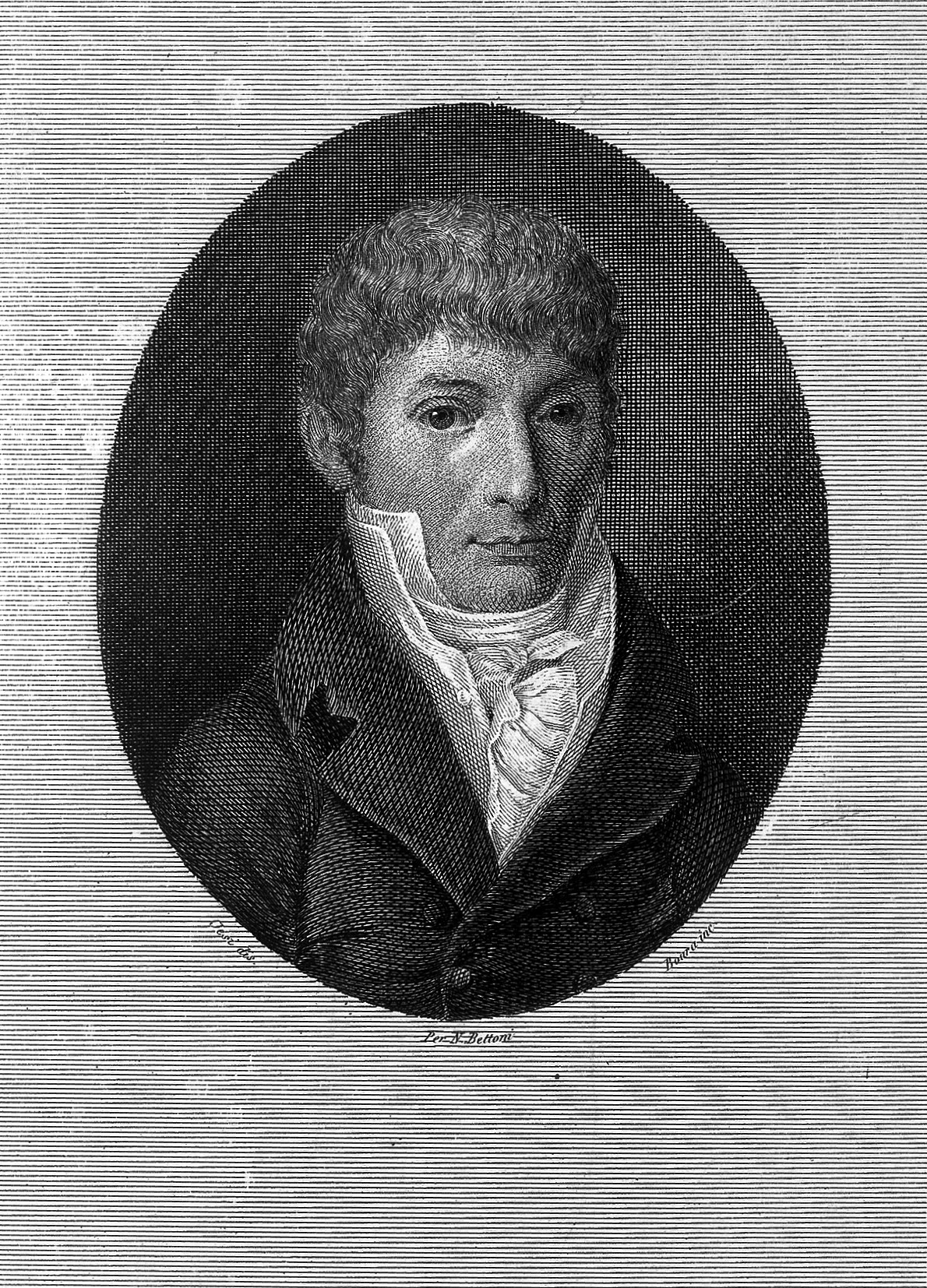
Melchiorre Gioia fu proclamato all'unanimità quale vincitore del Concorso milanese del 1796-97

La lunga "dissertazione" di Gioia, era divisa in 3 parti, delle quali la prima definiva in base a quali criteri i governi possano considerarsi liberi, la seconda quale fosse la soluzione di governo più idonea per la condizione italiana e la terza affrontava la questione del tipo di politica che un tale governo dovesse svolgere ; il saggio si concludeva con una appassionata esortazione a tutti gli italiani a lottare contro i tiranni.
Le soluzioni date a questi tre temi consistevano nello scegliere il sistema della democrazia rappresentativa contro i regimi assolutistici ed aristocratici, ma anche contro gli eccessi della democrazia diretta, foriera di dispotismo o di "anarchismo". Gioia, inoltre, sostenne la necessità di una sola ed unica entità statale repubblicana, opponendosi alla tesi di un modello federale basato su tante Repubbliche quanti erano gli Stati esistenti al tempo in Italia, temendo che «la Casa d'Austria troverebbe in Italia dei popoli abbastanza ciechi da lasciarsi ingannare dalle sue belle promesse, abbastanza deboli per accettare i suoi benefizi, abbastanza inaspriti contro gli altri vicini per gettarsi nel di lei seno». In definitiva Gioia propose l'adozione, data la condizione oggettiva, di una politica "riformista" basta su un equilibrio dei poteri e sulla moderazione nell'attività di governo.
Gioia, rimesso in libertà anche dietro pressioni diplomatiche di Bonaparte, si trasferì nel gennaio 1798 a Milano e solo allora poté incassare il premio e pubblicare il suo saggio, anche se con diverse modifiche che mutarono circa 1/3 del testo originario, causate secondo qualche commentatore dalla delusione provata per il "tradimento" operato dalla Francia verso le speranze dell'unità italiana con il Trattato di Campoformio. Le modifiche apportate a posteriori suscitarono qualche protesta in chi sostenne che era scorretto pubblicare un testo diverso da quello ritenuto meritevole del premio.

## Gli altri saggi
La Commissione giudicante, assegnando il premio al testo di Gioia, segnalò anche altri 2 saggi meritevoli di menzione: il primo di essi fu il testo del cremonese Vincenzo Lancetti, caratterizzato da una prorompente passione per la unità nazionale italiana, che proponeva un governo ispirato al sistema bicamerale inglese. Il secondo, scritto dal milanese Giuseppe Fantuzzi, in contrasto con il testo risultato vincitore, aveva invece proposto un sistema di tipo federale basato su 10 Repubbliche da lui definite Alpina, Liguriana, Etrusca, Lombarda, Adriatica, Bellica, Ausonica, Vesuviana, Sillacarida e Isorica, con capitali rispettivamente Torino, Genova, Firenze, Milano, Venezia, Bologna, Roma, Napoli, Palermo e Cagliari, ognuna delle quali con un suo Senato e con un governo nazionale basato su un Consiglio dei Saggi.

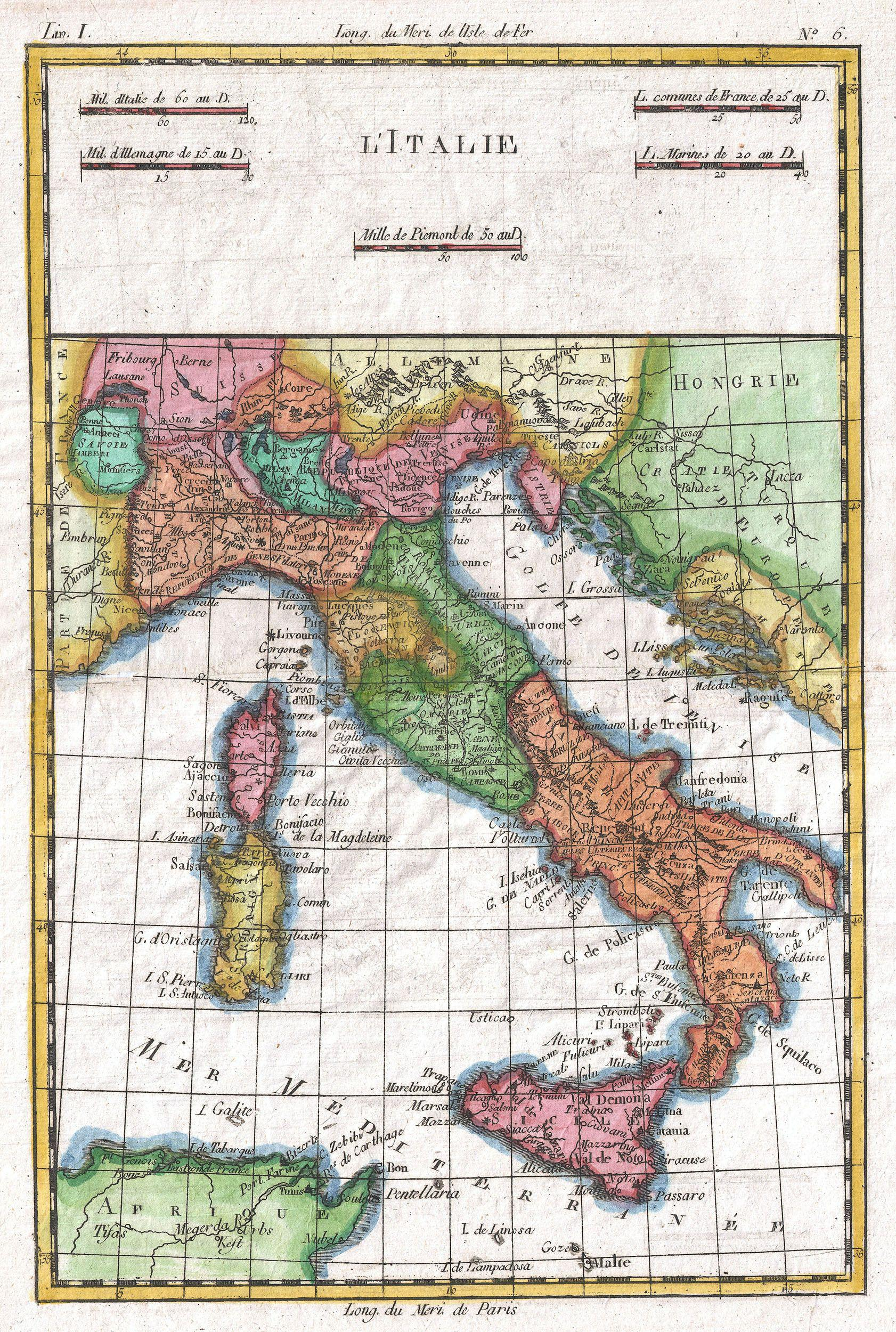
Carta dell'Italia alla fine del XVIIIº secolo. Sull'assetto istituzionale da dare alla penisola dopo la sua auspicata unità si esercitarono i partecipanti al concorso milanese

Il tema di quale assetto dare alle istituzioni della futura Italia, interessò quasi tutti gli scritti oggi conosciuti, con una leggera prevalenza dell'opzione unitaria - nel cui ambito si contarono opere molto più articolate e complete - rispetto a quella federale: tutti coloro che sostennero questa scelta furono concordi nel temere il perdurare delle suddivisioni in tanti piccoli staterelli che per tanti secoli avevano reso debole l'Italia. Invece i fautori di un sistema federale, tra cui anche Eustachio Delfini, un frate carmelitano esule dal Piemonte, erano ammirati dall'esperienza americana (che il tortonese Alessandro Tonso Pernigotti propose, di fatto, di copiare integralmente], e per certi aspetti anche dalla vicina Svizzera, e pensavano che dopo secoli di divisioni fosse preferibile una transizione graduale attraverso un insieme di Stati confederali che però adottassero sin da subito codici normativi omogenei ed un sistema unico di pesi e misure.
Di impronta nettamente unitaria - ed unico saggio a collocare la condizione italiana in una prospettiva internazionale - fu l'opuscolo "Necessità di stabilire una repubblica in Italia", scritto nello stesso periodo dal salernitano Matteo Galdi (benché non ne sia certa la presentazione al concorso) che riscosse uno straordinario successo editoriale con 7 ristampe e diverse traduzioni. In esso, senza avvertire la contraddizione tra il rivendicare la libertà per l'Italia e l'aspirare alla sottomissione coloniale dell'Africa, si auspicava non soltanto una progressiva unità italiana, la cui prima fase avrebbe riguardato Emilia, Romagna, Lombardia, Versilia e Ancona, ma soprattutto una sua proiezione mediterranea, «per far rinascere in quelle lande rozze e deserte, per mezzo delle nostre colonie, l'antica nostra coltura e civiltà». In questa visione, entro cui si ipotizzava anche il taglio di Suez, Galdi accomunava Francia ed Italia, destinate a fare di quel mare un "lago latino", così che i territori africani fossero per loro quello che per altri Paesi erano state nei secoli precedenti le colonie americane.
Indipendentemente dall'opzione preferita, tutti i saggi presentati - perlomeno quelli oggi conosciuti - dichiaravano di ispirarsi alle dottrine di Rousseau ed avevano quale punto di riferimento istituzionale la Costituzione francese del 1793. Quasi tutti ribadirono in vario modo la necessità di una separazione negli affari civili (compresi matrimonio e divorzio) tra lo Stato e la religione, andando da posizioni estreme come quella del Fantuzzi, secondo il quale «non saremo mai liberi sin che resteremo cattolici» a quella meno radicale di Gioia che constatava preoccupato (in un periodo in cui era ancora religioso) come «oggi la pubblica opinione nomina quali nemici delle libertà il clero, con re e nobili>»; tra tutti i testi conosciuti uno solo, scritto dal vogherese Codovilla, sostenne la necessità di mettere al bando i non cattolici in quanto «il Vangelo è il legislatore». 
Diverse proposte, come quella del vercellese Teodoro Accio, basarono le proprie tesi sul presupposto di una leale e duratura alleanza tra una nascitura, indipendente Repubblica italiana e la Francia (tesi di cui gli eventi storici dei mesi successivi si incaricarono di dimostrare l'ottimistica ed ingenua infondatezza) ed un concorrente arrivò anche a sperare che la nazione "liberatrice" avrebbe potuto restituire all'Italia unita la Corsica. Un autore lombardo non individuato andò oltre, proponendo di unire direttamente l'Italia alla Francia, per evitare «la divisione in governi disparatissimi, con interessi particolari e contrari tra di loro, [e con] discordie, stragi, guerre civili. come si sa dalla storia», mentre un altro, Giovanni Fantoni, propose un doppio governo, "democratico" nel nord dell'Italia, ma solo "aristo - democratico" nel centro e sud, da lui ritenuti più arretrati e quindi non in grado, se non dopo un secolo di maturazione, di esercitare un vero autogoverno.

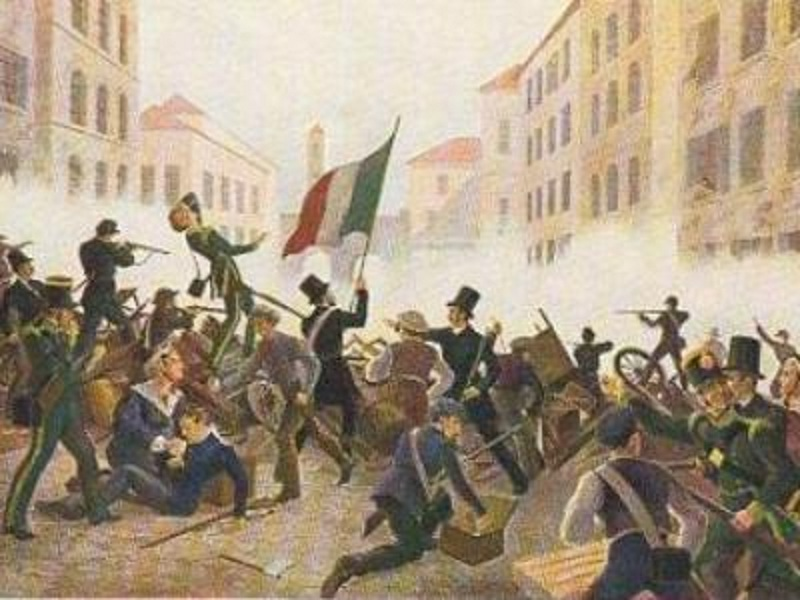
Il saggio di Melchiorre Gioia, vincitore del Concorso, fu spesso ristampato nel Risorgimento, anche al tempo della cinque giornate di Milano, 50 anni dopo la sua pubblicazione

Quasi del tutto assenti, nei testi oggi conosciuti, temi di tipo economico e sociale: solo in qualche caso le proposte su un futuro assetto italiano furono accompagnate dal tema di una equa distribuzione delle terre alle popolazioni più povere poiché «è necessario, acciocché il popolo sia veramente libero e felice, che ciascheduno cittadino possedendo una certa quantità di terra si trovi fuori dai bisogni dell'indigenza e siccome si affezioneranno al suolo che li alimenta, essi lo difenderanno coraggiosamente da ogni inimico». In molti ra i testi conosciuti venne sostenuta la necessità di un incremento dalla istruzione pubblica, da estendere anche alle fanciulle, curata dallo Stato e sottratta al potere clericale.
Vi fu anche il caso di un concorrente, che si firmò G.G. (che le fonti ritengono possa essere il giacobino bolognese Giuseppe Gioannetti) che presentò un testo di poche pagine solo per contestare il tema del concorso, ritenendolo viziato dall'erroneo presupposto che vi potessero essere governi - e non tirranìe - degni di questo nome che non fossero liberi. 

## Giudizi storici
Il concorso non ebbe alcuna effettiva incidenza sulla situazione politica italiana del 1797 - 1798, in quanto nessuna delle soluzioni proposte, ad iniziare da quella premiata scritta da Melchiorre Gioia, trovò concreta attuazione nei mesi che seguirono, quando l'evoluzione della situazione politica e militare a livello europeo fece crollare in molti la fiducia che la Francia potesse avere verso la situazione italiana una possibile funzione non solo liberatrice, ma anche "unificatrice". La firma del Trattato di Campoformio fu l'atto che stroncò in tal senso molte speranze.
Ciò nonostante esso è stato considerato da diversi storici come un evento grazie al quale è oggi possibile conoscere le opinioni in quel tempo prevalenti riguardo al tema dell'unità italiana, offrendo un quadro delle posizioni mentali e culturali maturate nella élite intellettuale che in allora si occupava della questione nazionale. Alcuni studiosi hanno considerato il concorso come «il massimo prodotto legislativo dell'intelletto politico italiano nel 1796».
Lo scontro tra una soluzione unitaria ed una federale per il futuro assetto italiano perdurò nei decenni futuri come elemento distintivo del periodo risorgimentale; la prevalenza della prima opzione caratterizzò anche la generazione che negli anni della Restaurazione si impegnò nei primi moti risorgimentali; è significativo che lo scritto di Gioia sia stato anche a quel tempo ristampato molte volte, in particolare durante le Cinque giornate del 1848. Lo stesso Mazzini lo studiò al momento di dare vita alla Giovine Italia.
Il saggio di Gioia è stato ripreso e ristampato in diverse edizioni anche negli anni immediatamente successivi al Secondo conflitto mondiale, quando si pose la questione di quale assetto dare ad un'Italia uscita dalla dittatura e dalla guerra: in tale ambito esso fu giudicato «uno dei più nobili documenti della nostra [italiana - ndr] letteratura politica dopo Machiavelli; quello che Gioia scrisse nel 1796 fu un'alba, seppur ingannatrice ed illusoria, ora diventato un imperativo nazionale dopo la caduta di regimi imputriditi».